# 축산업 허가제
축산업 허가제는 우제류와 조류를 사육하는 농가 중 사육면적 50m2 이상일 경우 축산관련 기본 소양과 요건을 갖춘 자에 한해 축산업을 허가하는 대한민국의 제도이다. 이전에는 등록제로 관리되었으나, 2010년 구제역 파동 이후 효율적인 방역관리 및 친환경 축산업으로 전환을 위해 변경되었다. 2011년 3월 24일 발표된 농식품부 및 관계부처의 가축방역체계 개선 및 축산업 선진화 방안에 따른 축산법 개정안 중 일부이다.